# Ben Chifley

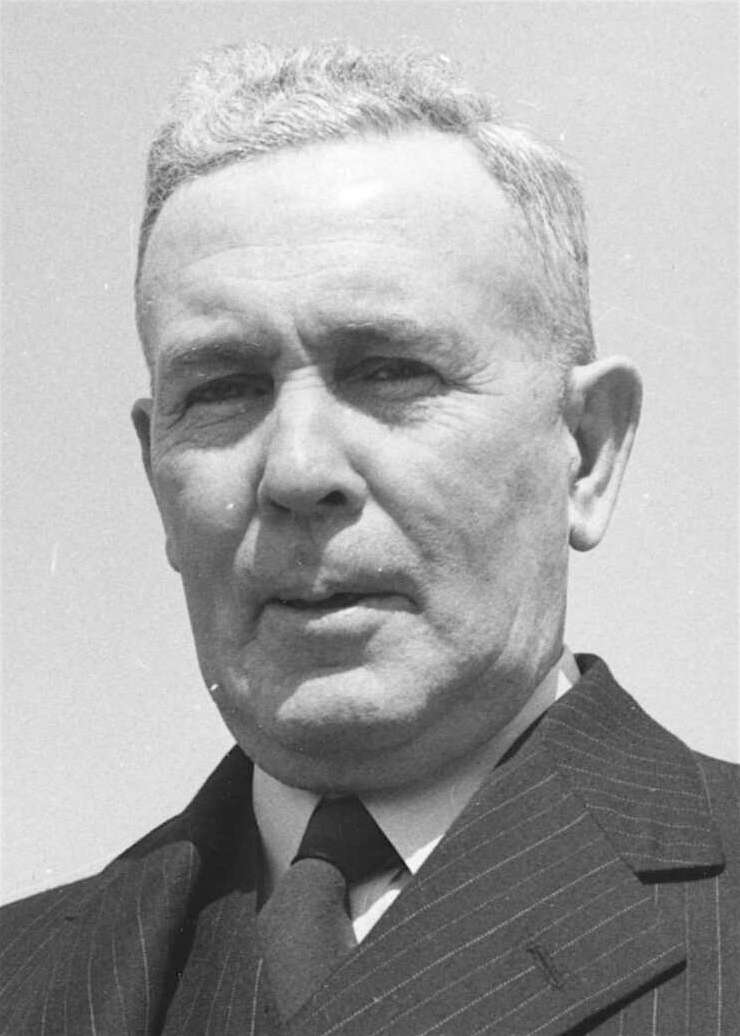
Ben Chifley

Joseph Benedict Chifley (* 22. September 1885 in Bathurst, New South Wales; † 13. Juni 1951 in Canberra, Australian Capital Territory) war Politiker der Australian Labor Party und der 16. Premierminister Australiens. Seine Amtszeit dauerte vom 13. Juli 1945 bis zum 19. Dezember 1949. Vom 19. Dezember 1949 bis zum 13. Juni 1951 war er Oppositionsführer.

## Persönliches
Ben Chifley wurde in Bathurst als ältester dreier Söhne von Patrick und Mary Anne Chifley, geb. Corrigan, geboren. Im Alter von fünf Jahren wurde er auf die kleine Farm seines Großvaters geschickt. Dort wurde er aufgezogen und erhielt eine einfache Schulbildung. Nach dem Tod seines Großvaters musste der nunmehr 13-Jährige in sein Elternhaus zurückkehren. Nach einem weiteren Jahr auf einer Schule in Bathurst begann sein Arbeitsleben.
Nachdem er zunächst in einem örtlichen Laden und einer Gerberei gearbeitet hatte, fing er im Alter von 15 Jahren bei der New South Wales Railways an. Binnen 12 Jahren brachte er es dort zum Lokführer. Während dieser Zeit eignete er sich seine gute Bildung auf der Abendschule an. Zudem engagierte er sich aktiv in Gewerkschaften und trat der Australian Labor Party (ALP) bei. Im Jahre 1914 heiratete er Elisabeth McKenzie. Die Ehe blieb kinderlos.

## Politische Karriere
1917 war er in Bathurst einer der Anführer eines Eisenbahnerstreiks, der sich zum australischen Generalstreik von 1917 entwickelte. Nach sechs Wochen wurde dieser allerdings durch den massiven Druck der Arbeitgeber beendet, was für viele Arbeiter zur Entlassung bzw. Zurückstufung im Arbeitsverhältnis führte. Auch Chifley wurde entlassen und erst 1920, allerdings in einer niedrigeren Position, wieder eingestellt; erst 1925 wurde er wieder Lokführer. Dies führte dazu, dass er sich mehr und mehr der aktiven Politik zuwandte.
1925 trat er bei den Wahlen zum Repräsentantenhaus erstmals als Kandidat der ALP im Wahlkreis Macquarie, New South Wales, an, konnte sich allerdings nicht durchsetzen. Bei den Wahlen im Jahr 1928 gewann er dann den Sitz im Repräsentantenhaus, ebenso bei den vorgezogenen Neuwahlen im Jahre 1929. Im Zuge einer Kabinettsumbildung wurde Chifley 1931 zum Verteidigungsminister unter Premierminister James Scullin ernannt. Durch die Abwahl der Regierung Scullin verlor er diesen Posten jedoch noch im selben Jahr zusammen mit seinem Parlamentssitz.
In den folgenden Jahren musste er sich auf die lokale Politik konzentrieren, da er bei der folgenden Wahl zum Repräsentantenhaus (1934) keinen Erfolg hatte und 1937 noch nicht einmal von seiner Partei aufgestellt wurde. Auch auf Landesebene hatte er bei Wahlen 1935 keinen Erfolg. Im selben Jahr wurde er aber von der Regierung Joseph Lyons in die staatliche Kommission für das Bankwesen (Royal Commission into the banking system) berufen. Dort setzte er sich, wenngleich mit dieser Meinung in der Minderheit, für die Verstaatlichung der Privatbanken ein.
1940 wurde er wieder als Kandidat im Wahlkreis Macquarie aufgestellt und gewann diesen zurück. Nachdem Robert Menzies 1941 sein Amt an den glücklosen Arthur Fadden verloren hatte, welcher nach lediglich 39 Tagen als Premierminister ebenfalls aufgeben musste, wurde John Curtin Premierminister. Dieser machte Chifley zu seinem Finanzminister. 1942 wurde er zudem Minister im neu geschaffenen Ressort Ministry for Postwar Reconstruction und somit zum zweitwichtigsten Mitglied des Kabinetts, obschon er nicht stellvertretender Premierminister war.

### Premierminister
Nachdem John Curtin am 5. Juli 1945 verstorben war, wurde zunächst Frank Forde als dessen Nachfolger vereidigt. Chifley gewann allerdings in der darauffolgenden Woche die Wahlen zum Parteivorsitz der ALP, sodass er am 13. Juli 1945 das Amt des Premierministers antrat.

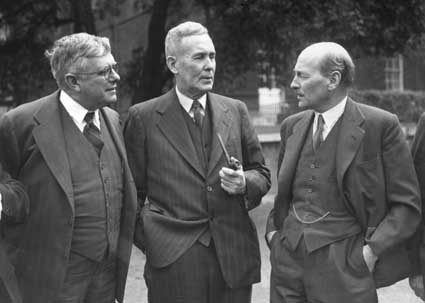
Ben Chifley (Mitte), Herbert Evatt (links) und Clement Attlee (rechts) auf der Dominion and British Leaders Conference 1946

Bei den Parlamentswahlen im September 1946 wurde er mit einer komfortablen Mehrheit wiedergewählt, sodass er seinen bereits ein Jahr zuvor eingeschlagenen politischen Kurs fortsetzen konnte. Dieser bestand in der Beibehaltung der rigiden Wirtschaftspolitik, welche während des Zweiten Weltkriegs eingeführt worden war. Dies bedeutete weiterhin die Rationierung von wichtigen Wirtschaftsgütern wie beispielsweise Benzin, auch unterlag der Warenimport staatlicher Steuerung. Bei Verringerung der australischen Auslandsschulden konnte so die Inflation in Grenzen gehalten werden.
Chifley förderte auch die Einwanderung nach Australien und schuf eigens ein Ministerium, welches sich mit Fragen der Einwanderungspolitik beschäftigte. Notwendig wurde dies durch den starken Bedarf an Arbeitskräften, welcher sich in der Zeit nach dem Zweiten Weltkrieg ergab. Somit legte er den Grundstein für die multikulturelle Gesellschaft, die man heute in Australien vorfindet.
In der Außenpolitik setzte sich Chifley für die Unabhängigkeit sowohl Indiens als auch Indonesiens ein.
Folgende weitere Meilensteine fallen in seine Amtszeit:
- Baustart am Snowy Mountains Hydro Electricity Scheme zur Sicherstellung der elektrischen Versorgung.
- Australiens erstes Automobil, der Holden 48-214, genannt FX lief am 29. November 1948 erstmals vom Band.
- Gründung der Trans Australia Airlines (TAA) , welche 1986 in Australian Airlines umbenannt wurde.

Von einer sicheren Machtbasis ausgehend, wollte Chifley nunmehr seinen alten Plan zur Verstaatlichung der Privatbanken umsetzen. Im Oktober 1947 brachte er ein entsprechendes Gesetz im Parlament ein, was eine heftige Reaktion der Opposition wie auch der Presse auslöste. Diese Gesetzgebung wurde schließlich vom High Court of Australia und vom Privy Council for Australia in London für verfassungswidrig erklärt. Die öffentliche Meinung wandte sich seit dieser Zeit von Chifley und der ALP ab.
Im Winter 1949 löste dann ein langer und verbissener Streik in der Kohleindustrie Arbeitslosigkeit und soziale Härten aus. Chifley sah in diesem Streik einen Schachzug der Communist Party of Australia, um der ALP den Platz als Partei für die Arbeiterklasse streitig zu machen. Er setzte sogar das Militär ein, um den Streik zu brechen und um einige der Anführer inhaftieren zu lassen. Oppositionsführer Robert Menzies nutzte diese Situation und die zunehmende antikommunistische Hysterie, welche der beginnende Kalte Krieg hervorrief, aus, um die öffentliche Meinung gegen die ALP zu mobilisieren.
Bei den Parlamentswahlen am 10. Dezember 1949 verlor die ALP folglich ihre Mehrheit im Repräsentantenhaus, so dass Chifley am 19. Dezember 1949 seinen Platz als Premierminister für Robert Menzies räumen musste.

### Weiteres politisches Schaffen
Nach der Wahl blieb Chifley weiter der Parteivorsitzende der ALP und übernahm somit die Rolle des Oppositionsführers. Zudem kontrollierte seine Partei weiterhin den Senat, sodass er Robert Menzies Regierungsarbeit zu erschweren gedachte und auf diesem Wege wieder an die Macht gelangen wollte.
1951 brachte Menzies ein Gesetz zum Verbot der Communist Party of Australia ein, gegen welches Chifley aus Gründen zivilrechtlicher Freiheit opponierte. Menzies schlachtete diese Einstellung für seine politischen Zwecke aus und rief Neuwahlen für April 1951 aus. Bei diesen Wahlen gewann er nunmehr auch die Mehrheit im Senat.
Am 13. Juni 1951 erlitt Ben Chifley in seinem Hotelzimmer in Canberra einen tödlichen Herzinfarkt.